# NGC 7367
NGC 7367 is een spiraalvormig sterrenstelsel in het sterrenbeeld Pegasus. Het hemelobject werd op 29 augustus 1864 ontdekt door de Duitse astronoom Albert Marth.

## Synoniemen
- UGC 12175
- MCG 0-58-2
- ZWG 379.3
- KARA 984
- PGC 69633